# Josep Ernest García i García
Josep Ernest Garcia i Garcia (Alacant, 1948) és un sociòleg valencià.
Durant la seva etapa estudiantil fou un activista destacat, i el 1971 ingressà en el PCE. Durant la transició democràtica participà en la fundació del PCPV i en fou escollit secretari general, i també fou redactor de Verdad i director de Cal Dir, i responsable dels comitès universitaris. Fou membre del comitè central del PCE i en fou primer apartat (junt a altres dirigents renovadors com Emèrit Bono i Pilar Brabo), i finalment expulsat el setembre de 1980 per haver donat suport públicament a la incorporació en Euskadiko Ezkerra del sector del PCE-EPK (Partit Comunista d'Euskadi) encapçalat per Roberto Lertxundi Barañano.
Aleshores es crea el Col·lectiu per a la Renovació de l'Esquerra del País Valencià, germen del que seria l'Agrupament d'Esquerra del País Valencià, partit que formà part del procés constituent d'Unitat del Poble Valencià (UPV), del qual va ser candidat a les eleccions generals espanyoles de 1986. En l'actualitat es troba vinculat al moviment ecologista.
És professor de sociologia a la Universitat de València. I va estar director del Departament de Sociologia i Antropologia Social, d'aquesta universitat, i primer degà de la seua Facultat de Ciències Socials, constituïda el 1998. És un membre destacat de l'Estructura de Recerca Interdisciplinar en Sostenibilitat (ERISOST) de la Universitat de València.

## Obres
- Les cendres de maig que va obtindre el Premi Joan Fuster d'assaig de 1983 amb Emèrit Bono i Martínez
- El trampolí fàustic: ciència, mite i poder en el desenvolupament sostenible (1995)
- València, l'Albufera, l'horta: medi ambient i conflicte social (1997)
- Relaciones laborales y medio ambiente (1997)
- La sostenibilidad del desarrollo: el caso valenciano (1998)
- Medio ambiente y sociedad (2004)
- Ecología e igualdad: Hacia una relectura de la teoría sociológica en un planeta que se ha quedado pequeño (2021)